# Sărățel (okręg Prahova)
Sărățel – wieś w Rumunii, w okręgu Prahova, w gminie Predeal-Sărari. W 2011 roku liczyła 154 mieszkańców.